# بیرون از بهشت
بیرون از بهشت فیلمی تلویزیونی به کارگردانی خسرو معصومی و نویسندگی سیروس رنجبر و آزیتا ایرایی محصول سال ۱۳۸۵ است.

## خلاصه فیلم
به دنبال قتل مهندس کلامی مدیر کل منابع طبیعی شهرستان ماسال توسط قاچاقچیان چوب و زمین‌خواران، سرگرد نامدار مسوول پیگیری پرونده می‌شود، وی مهندس کلامی را از کوچکی می‌شناسد، به همراه سروان حیدری موفق می‌شود سرنخهایی به دست آورد.

## بازیگران
- فرامرز قریبیان
- لیلا اوتادی
- محمدهادی دیباجی
- جمشید گرگین
- آفرین عبیسی
- داریوش اسدزاده
- منصور خاکی
- نورالدین اعلمی
- میرصلاح حسینی
- قدرت‌الله دلاوری
- عباس شادروان
- نقی سیف‌جمالی
- بهادر اونلو
- مهرداد فلاحتگر
- زهره صفوی
- مریم رستمی
- ملیکا ثمری